# 薩拉梅科夫斯科耶湖
55°35′48.34″N 49°15′4.47″E / 55.5967611°N 49.2512417°E
薩拉梅科夫斯科耶湖（俄语：Саламыковское），是俄羅斯的湖泊，位於該國西部韃靼斯坦共和國，由萊舍沃區負責管轄，長1.88公里、寬0.18公里，面積19.8公頃，平均水深4米，最大水深9米。